# Dieselrußpartikelfilter

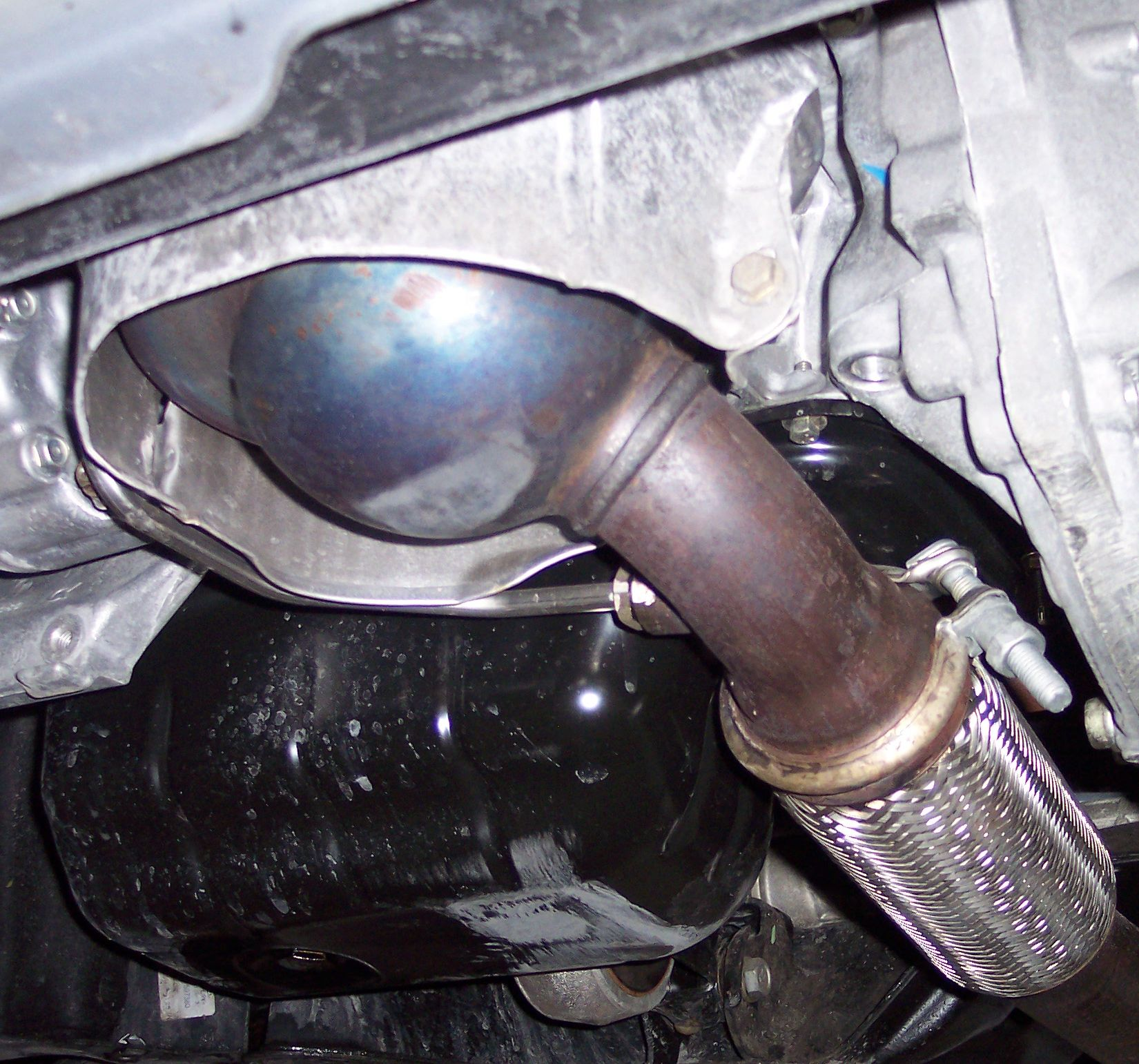
Dieselrußpartikelfilter (oben links) in einem Peugeot

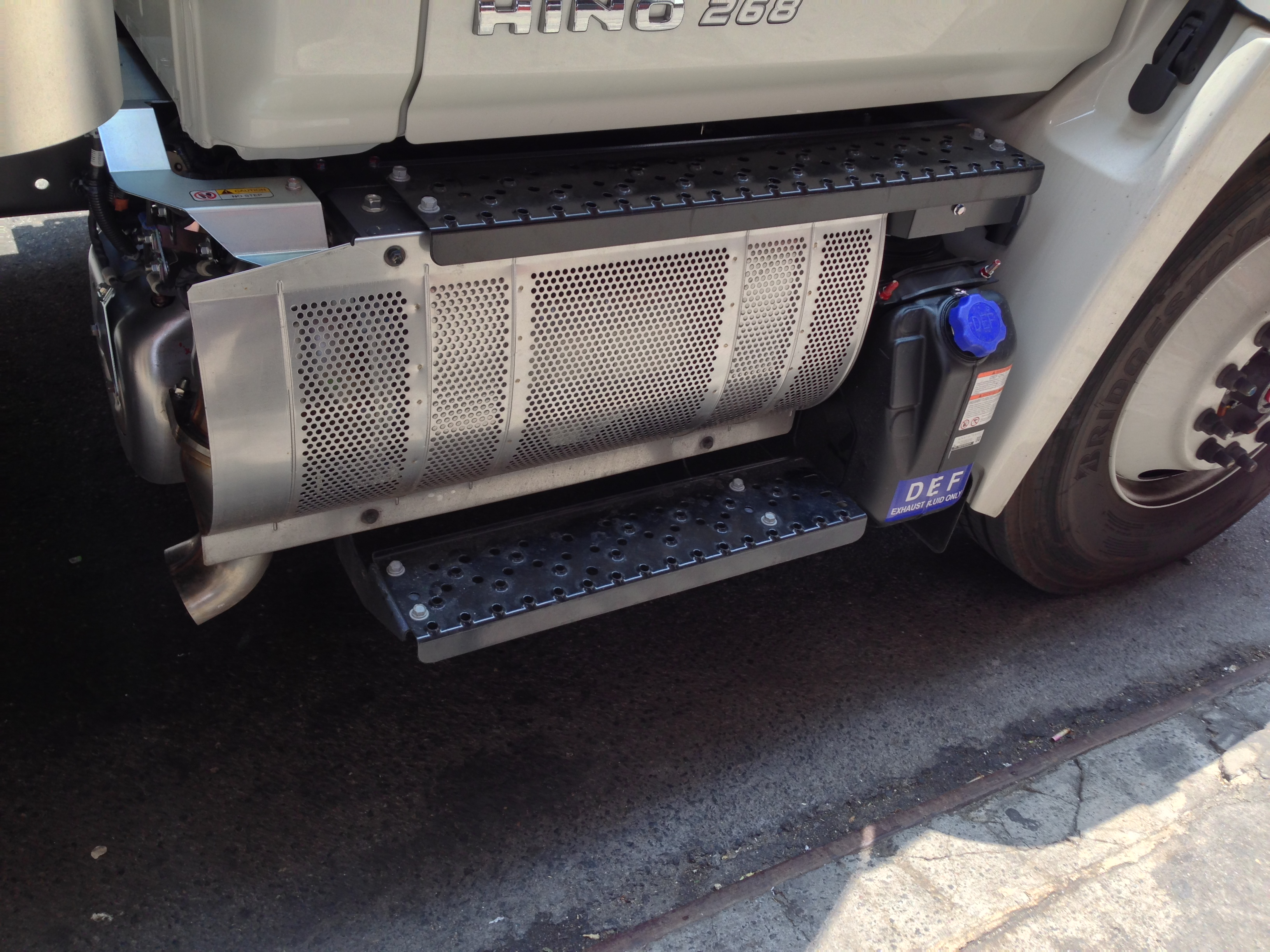
Lastkraftwagen von Hino Motors mit SCR-Katalysator mit Diesel Exhaust Fluid-Tank und Dieselrußpartikelfilter

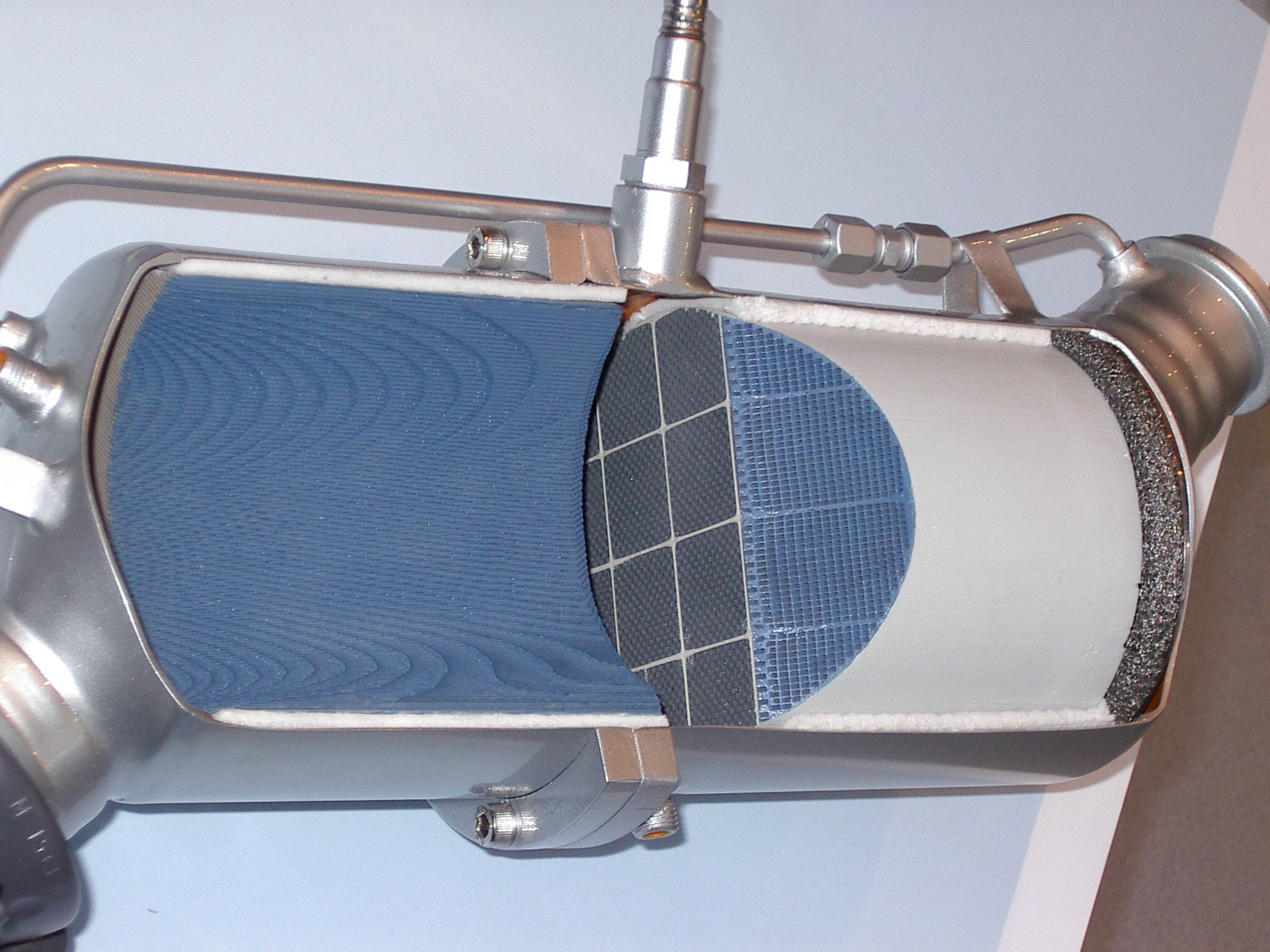
Dieselrußpartikelfilter aus Siliziumkarbid (rechts) plus Oxidationskatalysator (links) inklusive Sensoren sowie Metallgehäuse für Pkw

Ein Dieselrußpartikelfilter (DRPF), oft auch als Dieselpartikelfilter (DPF), Rußpartikelfilter (RPF) oder Partikelfilter bezeichnet, ist eine Einrichtung zur Reduzierung der im Abgas von Dieselmotoren vorhandenen Partikel.

## Hintergrund und Einleitung
Vor allem der kohlenstoffhaltige Feinstaub gilt seit langem als gesundheitsschädlich, da es sich nicht um Rußpartikel aus reinem Kohlenstoff, sondern meist um Agglomerationen (Anbackungen) von Rußpartikeln mit anderen gesundheitsschädigenden Stoffen wie PAK (Polycyclische aromatische Kohlenwasserstoffe) u. a. m. handelt. Die moderne Dieselmotorentechnik mit Common-Rail-Einspritzung sorgt zudem für immer feinere und damit lungengängigere Feinstpartikel. Diese extrem kleinen Feinpartikel sind besonders gesundheitsschädlich.
Umweltverbände hatten daher seit Jahrzehnten einen Dieselrußpartikelfilter gefordert. Da diese Technik jedoch sehr aufwändig und teuer ist, konnte erst um die Jahrtausendwende ein zuverlässig arbeitendes System bis zur Serienreife entwickelt werden.
Man unterscheidet zwischen wanddurchfluteten Keramikmodulen (an denen die Kanalenden wechselseitig mit Stopfen verschlossen sind), Sintermetallfiltern, die statt poröser Keramik geschlossene und gefaltete Taschen aus porösem Sintermetall haben, sowie Nebenstrom-Tiefbettfiltern, welche die Rußpartikel durch Strömungsdynamik – gezielte Strömungsumlenkungen – quasi aus dem Abgasstrom herausfischen. Die wanddurchfluteten Filter werden fälschlicherweise oft als „geschlossene Filtersysteme“ bezeichnet, die Nebenstrom-Tiefbettfilter wiederum fälschlicherweise oft als „offene Filtersysteme“.
Dieselrußpartikelfilter mit wanddurchfluteten Keramikmodulen kommen zu 99 % in der automobilen Serie zum Zuge. Der Grund liegt darin, dass diese die Partikelmasse zu über 98 % herausfiltern können – und bis 2015 (Euro 5) wurde bei den Abgasgrenzwerten für Partikel nur Masse und nicht Partikelanzahl gefordert. Bei den besonders gesundheitsschädlichen Feinstpartikeln haben diese allerdings systembedingte Schwächen; vor allem nach jeder Regeneration, bis sich wieder ein Filterkuchen aufgebaut hat. Nebenstrom-Tiefbettfilter wiederum können die Partikelmasse nur zu rund 40 %, die Feinstpartikeln allerdings bis rund 80 % herausfiltern.
Der sichtbare Ruß bei Fahrzeugen, Lokomotiven und Schiffen trägt hauptsächlich zur gesundheitlich weniger kritischen Partikelmasse bei und muss nicht zwangsläufig eine hohe Zahl von Feinstpartikeln enthalten.
Bei den wanddurchfluteten Dieselrußpartikelfiltern muss der gesammelte Ruß regelmäßig (etwa alle 500 bis 1000 km) verbrannt werden. Zurück bleibt ein geringer Anteil an unbrennbarer Asche. Diese summiert sich auf, so dass der Filter eines Tages ganz voll ist (die Grenze lag 2015 etwa bei 200.000 km). Da der Ruß nur bei höheren Temperaturen um 500 °Celsius verbrennt und das Abgas des Dieselmotors recht kalt ist, kann ein Filter auch durch Ruß verstopfen. Beide Verstopfungsarten (Ruß oder Asche) haben also unterschiedliche Gründe. Der Vorgang der Regeneration (der Rußabbrand) findet bei mittelhohen Temperaturen statt, bei denen auch chemische Umwandlungen stattfinden. Die meisten DPF sind katalytisch beschichtet, was derartige chemische Reaktionen noch unterstützt. Das kann dann zu anderen giftigen Stoffen führen, welche mit dem Abgas in die Umwelt gelangen.

## Geschichte
Erste Experimente mit Abgasreinigungsanlagen fanden bereits während des Ersten Weltkrieges statt, allerdings nicht zum Zweck des Umweltschutzes, sondern zur Tarnung. Die ersten dieselangetriebenen Schiffe und U-Boote verrieten sich durch weithin sichtbare Rußfahnen. Dazu wurde in die Abgasanlage Aceton eingesprüht. Das entstehende Abgasgemisch wurde danach in den Verbrennungsprozess rückgeführt. Die Erfolge waren jedoch mäßig.
Dieselrußfilter bei Dieselmotoren und -fahrzeugen – im Bergbau, unter Tage oder in großen Hallen eingesetzt – sind seit den 1970er-Jahren üblich.
Im Pkw kam der Dieselrußpartikelfilter erstmals 1985 in der Mercedes-Benz S-Klasse (Baureihe W 126) zum Einsatz. Dieses ausschließlich für den amerikanischen Markt bestimmte Modell hatte jedoch ernsthafte Probleme mit der Dauerhaltbarkeit des Filters. Deshalb wurde die Produktion schon 1987 eingestellt.
Nachdem führende Automobilhersteller auf die Einführung von Filtern jahrelang verzichtet hatten, kam der Durchbruch für die Technologie im Jahr 2000, als Peugeot den 406 sowie den 607 und Citroën den C5 serienmäßig mit einem Filter ausstattete. Hersteller des verkaufsfertigen Filters (frz. Abkürzung FAP für Filtre à particules) war neben der in Deutschland ansässigen Firma Tenneco der Zulieferer Faurecia, der sich mehrheitlich im Besitz des PSA-Konzerns befindet. Es handelte sich hierbei um einen Wandstromfilter mit additivunterstützter Regeneration. Die Filterelemente selbst bestehen aus Cordierit, Siliziumkarbid oder Aluminiumtitanat und werden von den Keramikfirmen Saint-Gobain, Ibiden, NGK Insulators und Corning (nur Aluminiumtitanat) hergestellt. Die seit dem 1. Januar 2005 gültige Abgasnorm Euro 4 erfüllte der Peugeot 607 jedoch trotz Filter noch nicht. Die Grenzwerte der Euro-4-Norm bei Rußpartikeln wurden zwar um ein Vielfaches unterschritten, die Stickoxid- und Kohlenwasserstoffemissionen waren aber noch zu hoch. 2003 brachten Tenneco und Faurecia eine neue Generation von Filtern auf den Markt, nunmehr mit katalytischer Regeneration. Diese Filter entsprachen bereits der Euro-4-Norm, damit ausgerüstete HDi-Dieselmotoren (High Pressure Direct Injection, hier Common-Rail-Einspritzung) wurden anlässlich der IAA 2003 von Peugeot vorgestellt. Wegen der stark gestiegenen Nachfrage kam es im Jahr 2004 zu Kapazitätsengpässen bei der Filterproduktion. Daraufhin vervielfachten die Hersteller der Filterelemente auf Drängen der Automobilhersteller die Fertigungskapazitäten.

## Entstehung von Dieselruß

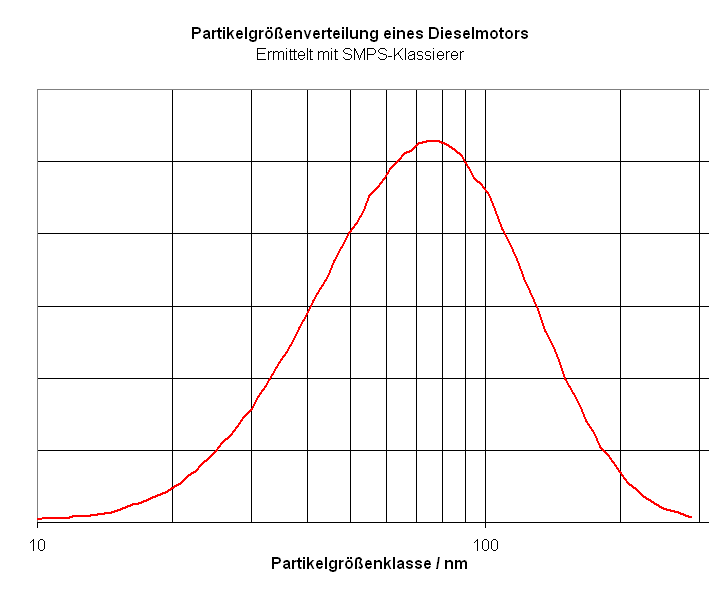
Partikelgrößenverteilung im ungefilterten Abgas eines Dieselmotors

Dieselruß entsteht aufgrund der Kraftstoffeigenschaften und des Verbrennungsverfahrens. Partikel im Dieselabgas bestehen hauptsächlich aus Ruß und unverbrannten Kohlenwasserstoffen. Die vom Dieselmotor erzeugte Partikelgrößenverteilung (PGV) ist meist multimodal und kann im jeweiligen Modus (logarithmisch aufgetragen) als normalverteilt angenähert werden. Der Höchstwert der Verteilung tritt im Bereich von etwa 50–100 nm auf (abhängig vom verwendeten Motor). Abweichungen von der Normalverteilung im Bereich der kleineren Modi (kleiner als 20 nm) sind meist durch die Probenahme zur Erfassung der PGV entstanden und stellen sogenannte Artefakte dar. Diese Modi können zum Beispiel auf die Rekondensation von flüchtigen Kohlenwasserstoffen (Tröpfchenbildung, Nukleation) zurückgeführt werden, die dann im Partikelspektrum erscheinen und zu Fehlinterpretationen führen können. Diese Nukleation ist auf homogene oder heterogene Kondensation zurückzuführen, wie sie bei hochkonzentrierten gesättigten Dämpfen auftritt. Treten in der Gasphase kleine Partikelkeime (beispielsweise Rußpartikel) auf, spricht man von heterogener Nukleation. Auch Schwefel im Kraftstoff führt zu einer solchen erhöhten Tröpfchenbildung, beispielsweise wenn der Motor mit Heizöl betrieben wird. Größere Modi im Bereich mehrerer Mikrometer entstehen im Verlauf der Bewegung durch die Abgasanlage durch Agglomeration kleinerer Teilchen.

## Ausführungen
Dabei gibt es zwei Funktionsweisen, die sich grundsätzlich unterscheiden: Wandstromfilter, bei denen das Abgas im Filter eine poröse Wand durchdringt, und Nebenstromfilter, bei denen das Abgas den Filter an seiner inneren Oberfläche entlang durchfließt.

### Wandstromfilter

#### Funktionsweise

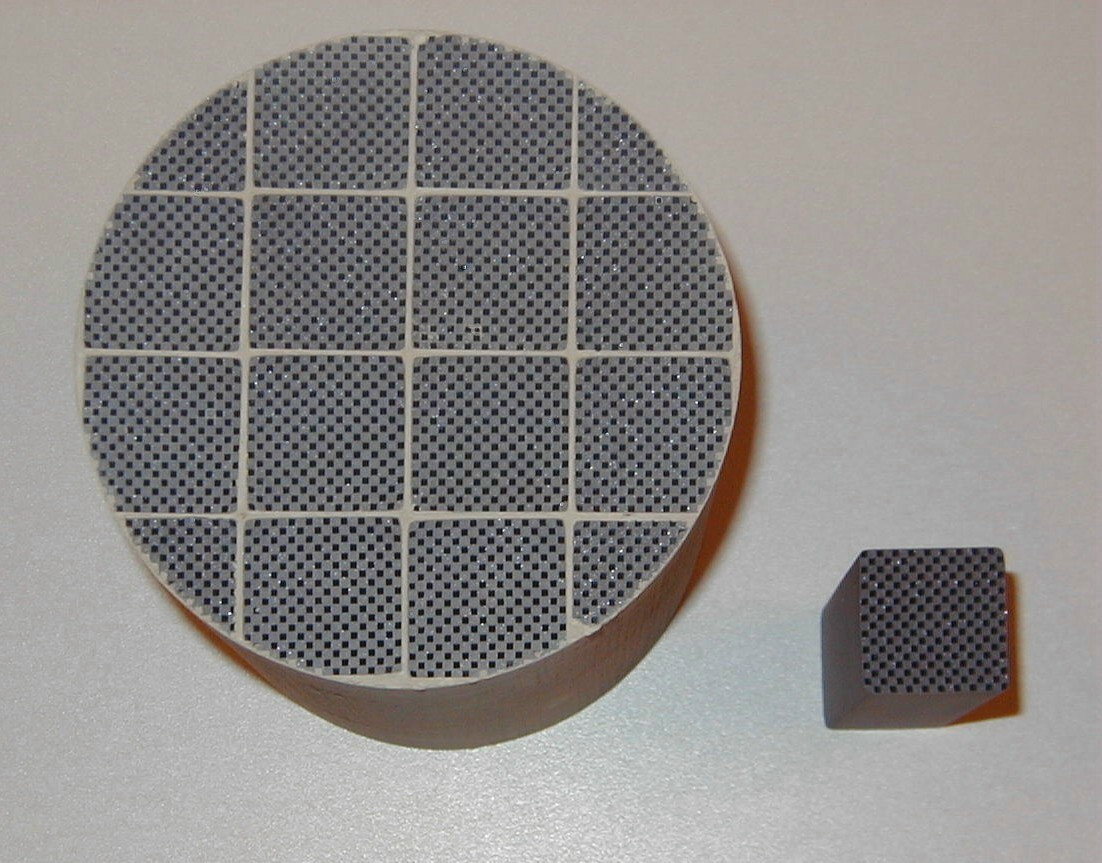
Wandstromfilter aus Siliziumkarbid werden aus einzelnen quaderförmigen Segmenten zusammengeklebt, rundgedreht und der Mantel verputzt

Bei einem Wandstromfilter (Marketing-Namen: CERACLEAN®, HONEYCERAM®, Wall-Flow, fälschlicherweise auch als Geschlossenes System genannt) wird das mit den Rußpartikeln versetzte Abgas bei der Durchdringung einer porösen Filterwand gefiltert.
Die Partikel bleiben dabei bei Oberflächenfiltern hauptsächlich an der Oberfläche der Filterwand hängen oder verbleiben mittels Tiefenfiltration im Inneren der Filterwand. Größere Partikel können die Filterwand nicht passieren und lagern sich so auf ihrer Oberfläche an. Auf diese Weise können sich bis zum Zeitpunkt der Regeneration bis zu 200 µm dicke Schichten an der Kanaloberfläche bilden. Der physikalisch wirksame Mechanismus zum Anhaften der Partikel an der porösen Filterwand beruht auf der Adhäsion. Die Bewegung der Partikel zur Filterwand kommt hauptsächlich durch den Mechanismus der Diffusion zustande und ist durch die Strömung des Abgases durch den Filter überlagert.
Auch bei Oberflächenfiltern findet zu Beginn eine Tiefenfiltration statt. Mit der Belegung der inneren Filterflächen erfolgt das Ablagern der Partikel auf der Oberfläche. Es bildet sich mit den sogenannten Filterkuchen eine Partikelschicht. Bei Tiefenfiltern lagern sich die Partikel nur in der inneren Filterstruktur ab.

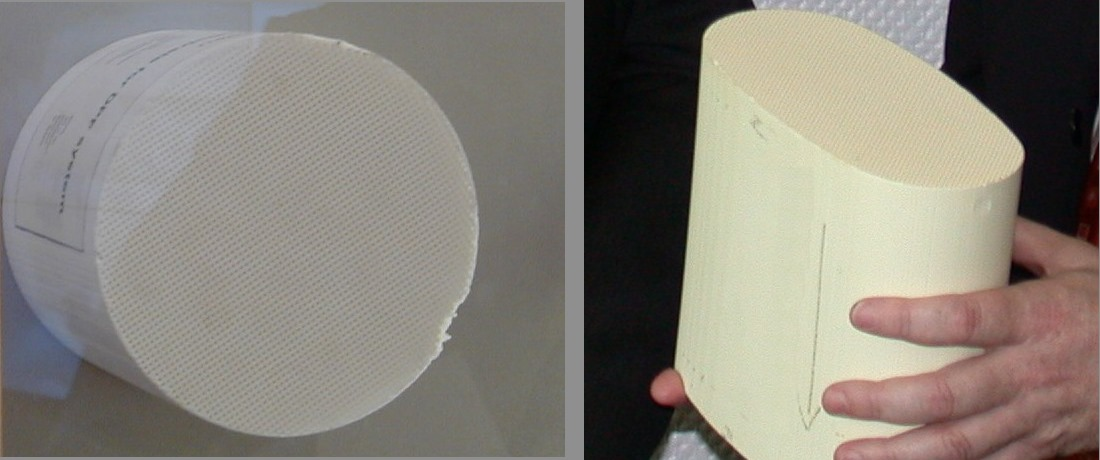
Dieselrußpartikelfilter (Monolith) links aus Cordierite-Keramik, rechts aus Aluminium-Titanat-Keramik

Die Filterwände selbst können aus unterschiedlichen porösen Werkstoffen bestehen, die meist aus Fasern oder Pulver aufgebaut sind. Die Fasern oder das Pulver selbst bestehen aus Keramiken oder aus Metallen. Klassische Keramiken sind Mullit, Cordierit, Siliziumcarbid (SiC) und Aluminiumtitanat. Teilweise werden in neueren Entwicklungen auch unterschiedliche Werkstoffe kombiniert.

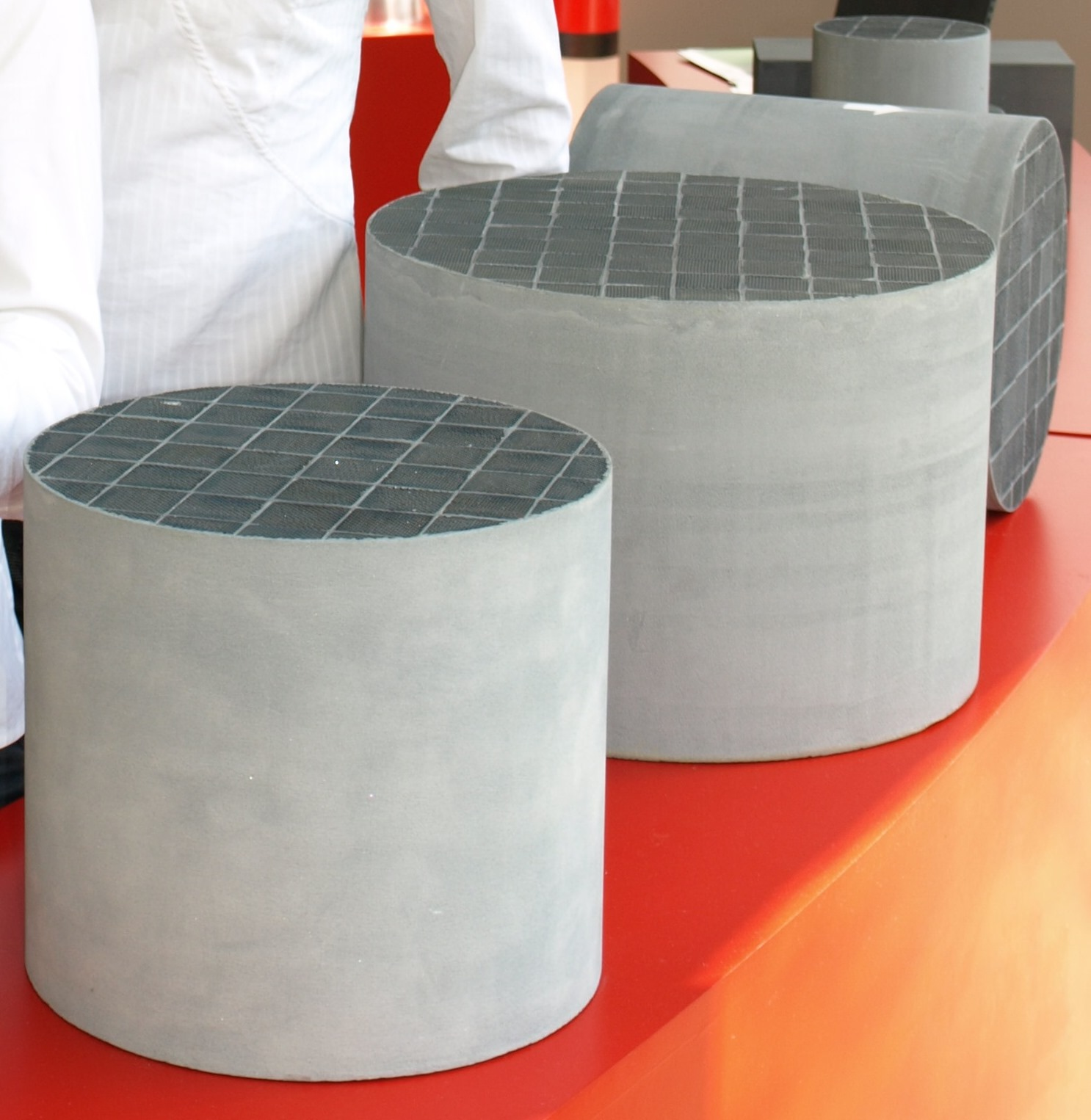
Dieselrußpartikelfilter aus Siliziumkarbid

Die porösen Wände können im Filter auf unterschiedliche Art angeordnet sein. Bei Fasern und Metallpulver werden eher flächige Filterwände aufgebaut, die in Rohren, Taschen oder Bälgen angeordnet werden. Bei aus Keramikpulver hergestellten Filtern wird eine Kanalstruktur verwendet, wobei die Kanäle wechselseitig verschlossen sind. Das Abgas wird dadurch gezwungen, die poröse Wand zu durchströmen. Durch den Produktionsprozess lassen sich verschiedene Geometrien oder Eigenschaften des Filtermaterials erzeugen. Besonders von Bedeutung sind die Wandstärke, Zelldichte, mittlere Porengröße und das Porenvolumen.
Durch die Ablagerung der Partikel an der Oberfläche bzw. im Inneren der Filterwand steigt der durch den Abgasvolumenstrom erzeugte Differenzdruck über den Filter an. Bei Erreichen eines Schwellwertes – wenn also eine bestimmte Rußmasse eingelagert ist – wird die Regeneration des Filters eingeleitet.
Übliche Filter weisen im Substrat eine Porengröße von 10 µm auf. Damit sind die Poren zwar deutlich größer als das zu filtrierende Partikelspektrum, die Partikel lagern sich jedoch bei Durchtritt an die poröse Wand an, wodurch ein Oberflächenfiltrat entsteht, an dem sich in der weiteren Folge der sogenannte Filterkuchen aus weiteren abgeschiedenen Partikeln bildet.
Die Wirkungsgrade, bezogen auf die Partikelmasse und Anzahlverteilung, liegen damit auch bei ultrafeinen Nanopartikeln mit Partikelgrößen von mehr als 20 nm im Bereich von 90 bis zu 99,9 %.
Alle für die Feinstaubdiskussion relevanten Bereiche wie PM10, PM2,5, PM1 und PM0,1 (siehe Feinstaub) werden mit einem Wandstromfilter wirkungsvoll reduziert.

#### Regeneration
Die Regeneration des Filters erfolgt durch Verbrennung der eingelagerten Partikel. Die Regeneration wird notwendig, wenn durch die Partikelbeladung ein hoher Abgasgegendruck den Abgasausstoß zu stark behindert. Eine einfach zu erfassende Messgröße, die es erlaubt, die Höhe der Beladung des Filters zu erkennen, ist der Differenzdruck über den Filter. Da dieser Differenzdruck in Abhängigkeit von Motordrehzahl, Lastzustand und Beladungsmenge variiert, müssen diese Parameter in einem Kennfeld erfasst sein. Die Überwachung des Differenzdrucks sowie die Einleitung und die Steuerung der Regeneration werden durch die Motorsteuerung des Dieselmotors durchgeführt.

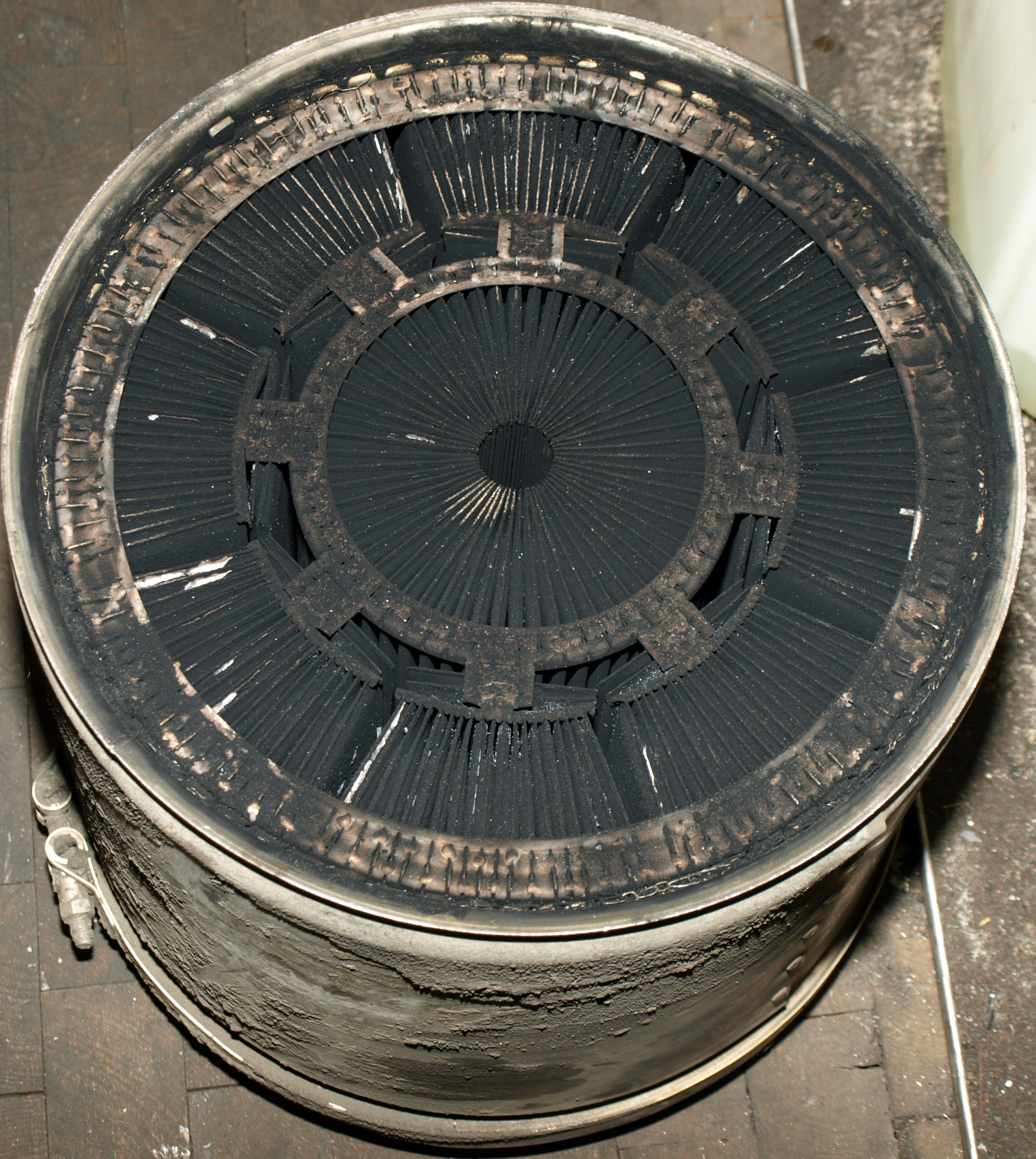
Dieselrußpartikelfilter aus Sintermetall mit Ruß beladen

Die Regeneration findet abhängig vom Fahrprofil im Zyklus von mehreren hundert Kilometern statt. Unter günstigen Umständen (Autobahnbetrieb) wird bei Abgastemperaturen im Bereich der Abbrenntemperatur der Rußpartikel eine vom Motorsteuergerät eingeleitete Regeneration erst nach deutlich höheren Laufleistungen notwendig oder sogar gar nicht. Unter ungünstigen Umständen (Kurzstreckenverkehr) kann es zu Problemen mit der Beladung des Filters und dem Erreichen der Regenerationstemperatur kommen. Je nach Fahrzeugtyp wird dies dem Fahrer angezeigt. Von der Regeneration merkt der Fahrer nichts, die Motorleistung wird davon nicht beeinträchtigt. Im Filter wird der Dieselruß bei der Regeneration in CO2 umgewandelt.
Wie bei jeder chemischen Reaktion wird zur Verbrennung der angesammelten Partikel eine bestimmte Temperatur benötigt. Da Ruß eine Modifikation des Kohlenstoffs darstellt, handelt es sich bei der Regeneration um eine exotherme Oxidation, was unter günstigen Umständen nach dem Zünden des Rußes ein selbständiges weiteres Abbrennen ermöglichen kann. Die notwendige Abgastemperatur für eine Regeneration liegt (abhängig von der Durchführung „additivunterstützt“ oder „katalytisch unterstützt“, siehe unten) bei mindestens 500–550 °C. Die Abgastemperatur beim Dieselmotor ist normalerweise relativ niedrig, gegenüber den Temperaturen von 700 bis 800 °C bei Nennleistung kann sie beispielsweise im Stadtverkehr auf Werte von unter 200 °C fallen. Zur Durchführung der Regeneration über eine ausreichend hohe Abgastemperatur gibt es unter anderem folgende verschiedene, auch kombinierbare Techniken:

##### Nacheinspritzung (innermotorisch und Abgasstrang)
Bei der Expansion während des Arbeitstaktes wird Kraftstoff eingespritzt. Wegen der späten Lage dieser Einspritzung im Verbrennungsvorgang wird diese Einspritzung unter anderem „späte Nacheinspritzung“ genannt. Weil bei dieser Einspritzung die Verbrennungsgase nicht mehr so weit expandiert werden, steigt die Abgastemperatur. Sie wird auch durch einen nachgeschalteten Oxidationskatalysator erhöht. Alternativ zur innermotorischen Einspritzung gibt es Systemlösungen, die den Kraftstoff mittels einer Dieseldosierpumpe über eine Zerstäubungsdüse vor den Oxidationskatalysator – unabhängig vom jeweiligen Fahrzustand – einbringen. Letzteres hat den großen Vorteil, dass die Gefahr der Motorölverdünnung (gerade mit zunehmendem Anteil der Beimischung von Biokraftstoffen problematisch) nicht besteht und sich das Fahr- oder das Ansprechverhalten des Motors während der Regeneration nicht ändert. Eine weitere Möglichkeit der Nacheinspritzung ist das Einbringen von Kraftstoffdampf über einen Kraftstoffverdampfer (Vaporizer). Dies hat den Vorteil, dass der Kraftstoff nicht erst auf einer dann relativ langen Strecke im Abgasstrang verdampft werden muss, sondern direkt kurz vor dem Oxidationskatalysator als Dampf eingebracht wird. Damit wird die Gefahr der Beschädigung des Oxidationskatalysators durch auftreffende Kraftstofftropfen deutlich reduziert.

##### Oxidationskatalysator
Ein Oxidationskatalysator kann unter gewissen Bedingungen die Abgastemperatur entscheidend erhöhen. Einflussgrößen hierfür sind die Menge der katalytischen Beschichtung und die Abgaszusammensetzung. Um eine deutliche Temperaturerhöhung des Abgases am Oxidationskatalysator zu erzielen, ist neben einer hohen Konzentration von unverbrannten Kohlenwasserstoffen (HC) und Kohlenmonoxid (CO) ein hinreichender Restsauerstoffgehalt notwendig. Insbesondere die HC-Konzentration lässt sich beispielsweise durch innermotorische Nacheinspritzung oder Kraftstoffeinbringung in den Abgasstrang durch ein vor dem Oxidationskatalysator angeordnetes Dosierventil stark erhöhen.
Insbesondere Dieseleinspritzanlagen auf der Basis von Common-Rail gestatten die unabhängige Steuerung der Kraftstoffeinspritzung. Zu Regenerationszwecken wird daher bei manchen Motoren im Auspufftakt (4. Takt) gezielt Kraftstoff eingespritzt. Dieser verbrennt im nachgeschalteten Oxidations-Katalysator und kann die Abgastemperatur so weit anheben, dass diese für die Zündung der Rußablagerungen im folgenden Dieselrußpartikelfilter ausreichend ist.

##### Heizspirale
Auch durch den Einsatz einer Heizspirale, die vor dem Filter installiert wird, kann das Abgas ausreichend erhitzt werden. Dies ist jedoch nur bei stationären Anlagen (z. B. Generatorbetrieb oder Wärmepumpen) mit Netzspannungsversorgung praktikabel. Die Durchführbarkeit im Pkw ist wegen der Leistungsfähigkeit des üblichen 12-V-Bordnetzes nicht sinnvoll. Für die Erhitzung des Abgasmassenstroms sind Heizleistungen im einstelligen kW-Bereich notwendig, die wegen der hohen elektrischen Ströme eine starke Modifikation des Bordnetzes erfordern würden.

##### Additivunterstützte Regeneration
Mit Hilfe eines Zusatzes zum Kraftstoff (Additiv) wird die notwendige Temperatur zur Verbrennung der Partikel im Filter von mehr als 600 auf 450 bis 550 °C reduziert. Das Additiv wird in einem separaten Tank (z. B. 5 Liter bei Fahrzeugen der PSA-Gruppe) im Fahrzeug mitgeführt, es muss in großen Abständen (ca. 120.000 km) im Rahmen der Wartung aufgefüllt werden.
Bei den in Pkw üblichen Systemen (FAP) wird das Additiv beim Tankvorgang entsprechend der getankten Kraftstoffmenge automatisch mit einer Dosierpumpe dem Dieselkraftstoff beigemischt. Die bei der Kraftstoffverbrennung entstehenden und im Filter eingelagerten imprägnierten Partikel ermöglichen durch die permanente Anreicherung des Dieselkraftstoffs mit der Cerin-Lösung des FAP-Additivs eine deutlich niedrigere Regenerationstemperatur des Filters, was den Regenerationsvorgang auch unter Fahrbedingungen wie im Stadtverkehr ermöglicht.

Eine weitere Methode ist der Einbau einer Dosieranlage zum Beispiel mittels Dosierpumpe, die das Mischungsverhältnis auf den jeweils aktuellen Abgasdruck vor dem Filter abstimmt. Dadurch wird immer nur die Menge Additiv dem Diesel zugemischt, die für eine erfolgreiche Regeneration notwendig ist. Die Ascheeinlagerung in den Filter wird durch diese Technik reduziert, und die Wartungsintervalle werden verlängert. Trotzdem fällt bei additivgestützten Systemen mehr Asche an als bei Systemen, die ohne Additiv auskommen.
Neben den Fahrzeugen von Peugeot und Citroën sowie Ford, Mazda und Volvo mit FAP-Technik der ersten Generation (franz. FAP = Filtre à particules) wurde diese Technik auch bei Land- und Baumaschinen, Gabelstaplern, fest installierten Aggregaten sowie einigen Lkw verwendet. Ein Nachteil der Additivtechnik ist, dass zum Beispiel das häufig eingesetzte Ferrocen bei der Regeneration selbst zu mikrofeinen Partikeln aufoxidiert wird, die selbst wieder lungengängig und – nach neuesten Erkenntnissen – genauso gefährlich sind wie die Dieselrußpartikel selbst. Voraussetzung für den Einsatz ist, dass der Partikelfilter nie seine Abscheidung verliert und dann die gesammelten Eisenoxidpartikel wieder ausbläst.

##### Katalytische Regeneration

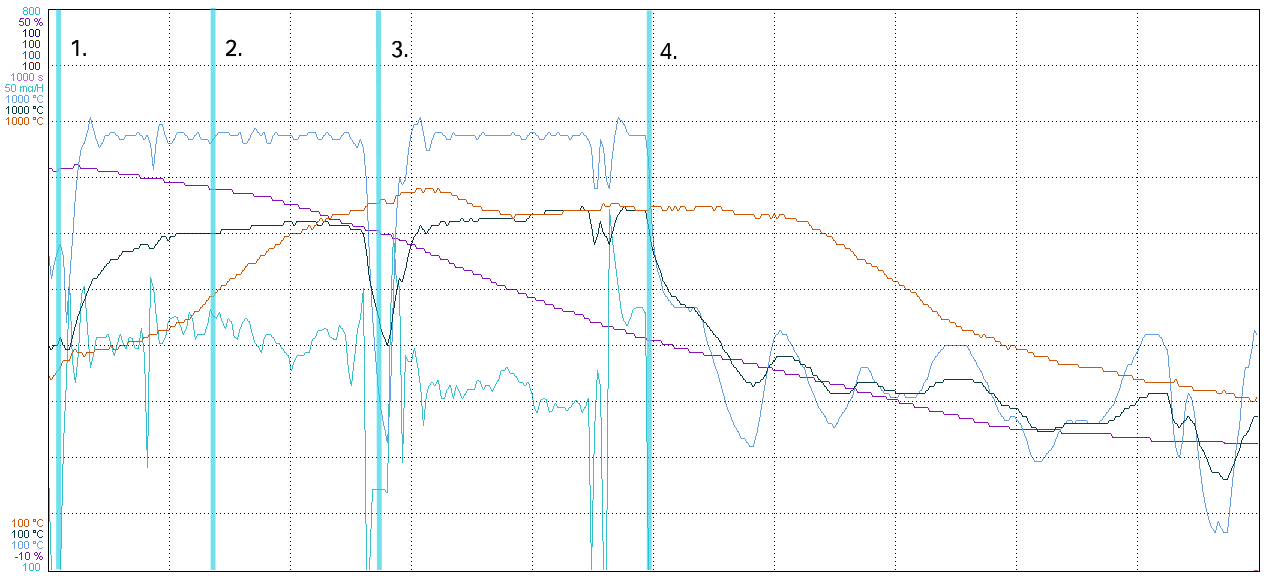
Diagramm des Verlaufes einer katalytischen Regeneration

Als alternatives Verfahren zur additivunterstützten Regeneration hat sich die katalytisch unterstützte Regeneration bei Pkw etabliert. Hierbei ist der Filter ähnlich einem Oxidationskatalysator katalytisch beschichtet. Dieser Filter wird als „coated“ DPF, „coated“ RPF, CSPF oder CSF (Catalysed Soot (Particle) Filter = katalytischer Ruß-(Partikel-)Filter) bezeichnet.
Diese wirken auf zweifache Weise:
- Bei der passiven Regeneration erfolgt bei genügend hohen Temperaturen und NO2-Konzentrationen – vor allem im überwiegenden Autobahnbetrieb – eine permanente Umwandlung des Rußes zu CO2 und Stickstoffmonoxid (NO). Dieser Vorgang geschieht in einem Temperaturbereich von 350 bis 500 °C und läuft ohne besondere Maßnahmen nach dem Prinzip der kontinuierlich regenerierenden (Partikel-)Falle (engl.: Continuously Regenerating Trap (CRT)). Hierzu wandelt ein vorgeschalteter Oxidationskatalysator bzw. die katalytisch wirkende Filterbeschichtung das in den Abgasen vorhandene Stickstoffmonoxid (NO) zusammen mit dem Restsauerstoff (O2) in Stickstoffdioxid (NO2) um. Dieses Stickstoffdioxid ermöglicht anschließend eine kontinuierliche Verbrennung des im Partikelfilter angesammelten Rußes (Rußoxidation) zu Kohlendioxid (CO2) und Stickstoffmonoxid (NO). Chemisch: 2NO2 + C → 2NO + CO2. Das gebildete Stickstoffmonoxid (NO) wird in einem nachfolgenden SCR-Katalysator abgebaut.
- Bei längerem Betrieb mit geringer Last – wie etwa im Stadtverkehr – erfolgt alle 1.000 bis 1.200 Kilometer oder bei einem von entsprechenden Sensoren bestimmten maximalen Beladungsgrad eine aktive Regeneration durch Erhöhung der Abgastemperatur auf 600 °C per Nacheinspritzung.

Die Vorteile dieses Verfahrens liegen in der geringeren CO-Sekundäremission, viel weniger Ascherückstand im Partikelfilter, dem Entfall des zusätzlichen Tanks für das Additiv und einem weiter verbesserten Wirkungsgrad bei geringerem Mehrverbrauch in Bezug auf einen normalen Wandstromfilter. Dies wird auch als geregeltes geschlossenes System bezeichnet und mittlerweile von den meisten Herstellern ab Werk favorisiert.

#### Effektivität und Effizienz
Allen Wandstromfiltern gemein ist eine langzeitstabile, sehr hohe Abscheidungsrate (mehr als 95 %) der gesamten Partikelmasse und eine geringe Erhöhung des Kraftstoffverbrauchs. Dieser Mehrverbrauch resultiert zum einen aus dem Regenerationsprozess, der einen zusätzlichen Verbrauch durch die Nacheinspritzung von Kraftstoff beziehungsweise Mehrverbrauch durch die Erzeugung elektrischer Energie für die elektrische Heizspirale bedingt, als auch aus dem erhöhten Abgasgegendruck, den die im Filter eingelagerten Partikel verursachen.

### Nebenstromfilter
Nebenstromfilter bzw. genauer: Nebenstrom-Tiefbettfilter, fälschlicherweise auch Durchflussfilter oder Offene Systeme, Offene Filter genannt, arbeiten in der Regel nach dem Prinzip der Tiefbettfiltration im Nebenstrom. Durch konstruktive Details wird ein Teil des Abgasstromes – durch zum Beispiel ein Vlies – in die Nachbarkanäle umgelenkt, und die Rußpartikel werden herausgefiltert. Der Abgasstrom wird jedoch nicht gezwungen, die feinporöse Wand zu durchdringen. Im Falle einer Überladung durch Dieselrußpartikel wird der Abgas-Teilstrom durch die normalen Längskanäle abgeleitet. Die Nebenstromfilter arbeiten meist nach dem CRT-Prinzip (CRT = Continuously Regeneration Trap), welches von Johnson Matthey patentiert wurde. Da diese Filter mit Washcoat und Edelmetallen beschichtet sind, werden sie oft auch Partikelkatalysatoren genannt.

#### Partikelkatalysator
Ein Partikelkatalysator ist ein kontinuierlich katalytisch regenerierendes Partikelminderungssystem. Die Bezeichnung wird meist für Nebenstromfilter verwendet. Solche Filter von Emitec werden seit 2004 von MAN unter dem Namen PM-Kat eingesetzt und von Twintec mit eigener Beschichtung als Nachrüstfilter angeboten. Mehrere Wettbewerber, unter anderem Eberspächer und HJS, bieten ähnliche Systeme an.
Der Filter PM-Metalit von Emitec besteht aus dünnen, gewellten Stahlfolien mit schaufelförmigen Sub-Strukturen und dazwischen angeordneten Lagen aus Sintermetallvlies, die als Speichermedium für die Partikel dienen. In Partikelkatalysatoren werden bei genügend hohen Temperaturen und NO2-Konzentrationen die dort angelagerten Partikel oxidiert und so der Filter nach dem sogenannten CRT-Prinzip kontinuierlich regeneriert (CRT: „Continuous Regenerating Trap“ = Kontinuierlich regenerierende (Partikel-)Falle = Partikelkatalysator). Das Stickstoffdioxid entsteht aus Stickstoffoxid im vorgeschalteten Oxidationskatalysator und ggf. an katalytisch beschichteten Oberflächen im Filter. Flüchtige und lösliche organische Stoffe werden an der katalytischen Beschichtung oxidiert.
Bei den Nebenstrom-Tiefbettfiltern handelt es sich um kontinuierlich arbeitende Systeme, welche nicht aktiv nach einem gewissen Fahrzyklus von etwa 400 bis 1000 Kilometern regeneriert zu werden brauchen. Speziell der Regenerationszyklus, wie er bei Filtern nach dem Wanddurchflussprinzip (Wandstromfilter) erforderlich ist, erfordert diverse Sensoren sowie einen umfassenden Eingriff in die vorhandenen Motorsteuergeräte der Fahrzeuge. Aus diesem Grund lassen sich herkömmliche Dieselrußpartikelfilter aus der Erstausrüstung nur unter erheblichem Aufwand und Kosten nachrüsten. Da die Reduzierung der Dieselrußpartikel kontinuierlich im laufenden Betrieb stattfindet, weisen Nebenstrom-Tiefbettfilter eine weit größere Betriebssicherheit auf. Ein plötzlicher erheblicher Anstieg des Abgasgegendrucks und ein gegebenenfalls daraus resultierender Motorschaden kann nicht stattfinden. Vorteilhaft wirkt sich die nur geringe Erhöhung des Abgasgegendrucks aus, was dazu führt, dass der Kraftstoffverbrauch nicht oder nur wenig erhöht wird. Im Vergleich zu anderen Systemen sind diese in den Abmessungen zudem wesentlich kompakter. Darüber hinaus sind sie wartungsfrei über die gesamte Lebensdauer eines Fahrzeuges.

#### Vergleich zum Wandstromfilter
Da der Abgasstrom eines Nebenstrom-Tiefbettfilter nicht vollständig durch eine feinporöse Wand gezwungen wird, ist der Filtrationswirkungsgrad deutlich geringer. Die Senkung der gesamten Partikelmasse beträgt 30 bis 40 %, teilweise auch mehr. Da jedoch ein Großteil der Abgasströmung an der Vlieslage in Längsrichtung vorbeigeführt wird, werden von Nebenstrom-Tiefbettfiltern aufgrund von Diffusionen/Adhäsionen vor allem die besonders gesundheitsschädlichen, ultrafeinen Partikel (Durchmesser < 400 nm) um etwa 80 % reduziert. Bei einer Nachrüstung von Fahrzeugen mittels Nebenstrom-Tiefbettfilter sind neben dem Einbau des Abgasnachbehandlungssystems im Abgasstrang keine weiteren Änderungen am Fahrzeug notwendig, weil bei den üblichen Systemen der Abgasgegendruck praktisch keine unzulässigen Werte erreichen kann. Der Filterwirkungsgrad ist stark abhängig von Filterausführung, Fahrzeug, Betriebsbedingungen und -zuständen (auch im zeitlichen Verlauf) und dem Zusammenspiel dieser Einflüsse.

## Asche
Die Verbrennung der Partikel im Dieselrußpartikelfilter erfolgt nicht rückstandsfrei. Die im Motoröl und im Dieselkraftstoff enthaltenen Additive führen im Filter zu einer akkumulierenden Ascheablagerung. Ebenso führt der Metallabrieb aus dem Motor zu einer Einlagerung im Filter (vergleichsweise niedrig gegenüber der chemisch gebildeten Asche).
Viele Hersteller schreiben Motoröle mit niedrigen Aschebildungsanteil vor (sogenannte Low-SAPS-Öle). Das sind Öle mit einem spezifizierten Anteil an aschebildenden Sulfaten (Sulfatasche), Phosphor und Schwefel.
Nach hoher Fahrzeug-Laufleistung erhöht die Asche den Abgasgegendruck des Filters und damit den Kraftstoffverbrauch. Heutige (Stand: 2011) moderne Wandstromfilter ermöglichen Laufleistungen bis 180.000 km, bis der Aschefüllgrad so hoch ist, dass der Dieselrußpartikelfilter (DPF) gegen ein Neuteil ausgetauscht oder der bisherige Filter gereinigt werden muss. Da neue DPF je nach Fahrzeugmodell für den Fahrzeugkunden zwischen 1.500 und sogar 4.500 Euro kosten, bieten viele Firmen als kostengünstige Dienstleistung die Dieselpartikelfilter-Reinigung an.

## Nachrüstung für Nicht-Straßenfahrzeuge

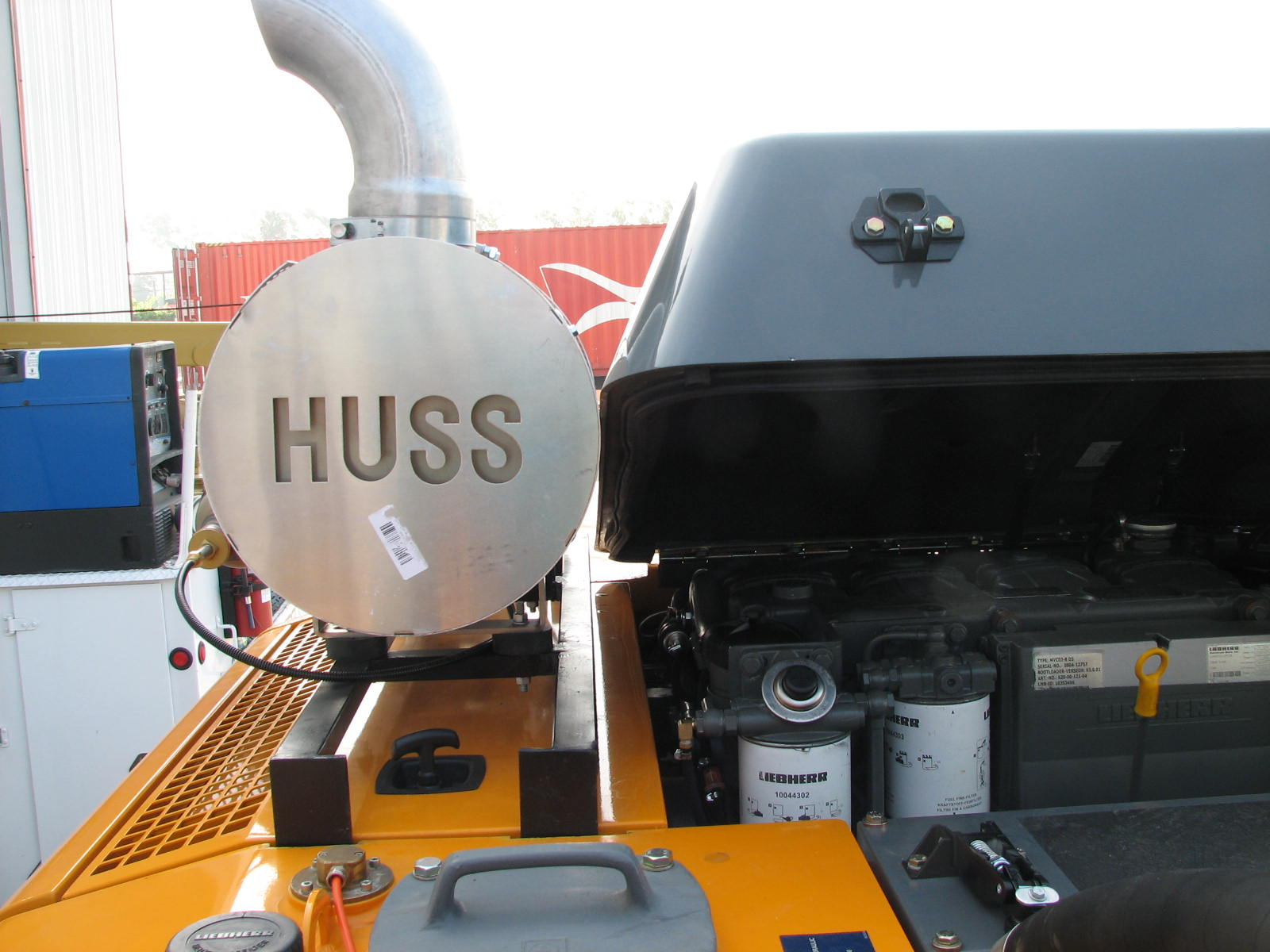
Nachrüstung für Baufahrzeuge o. ä.

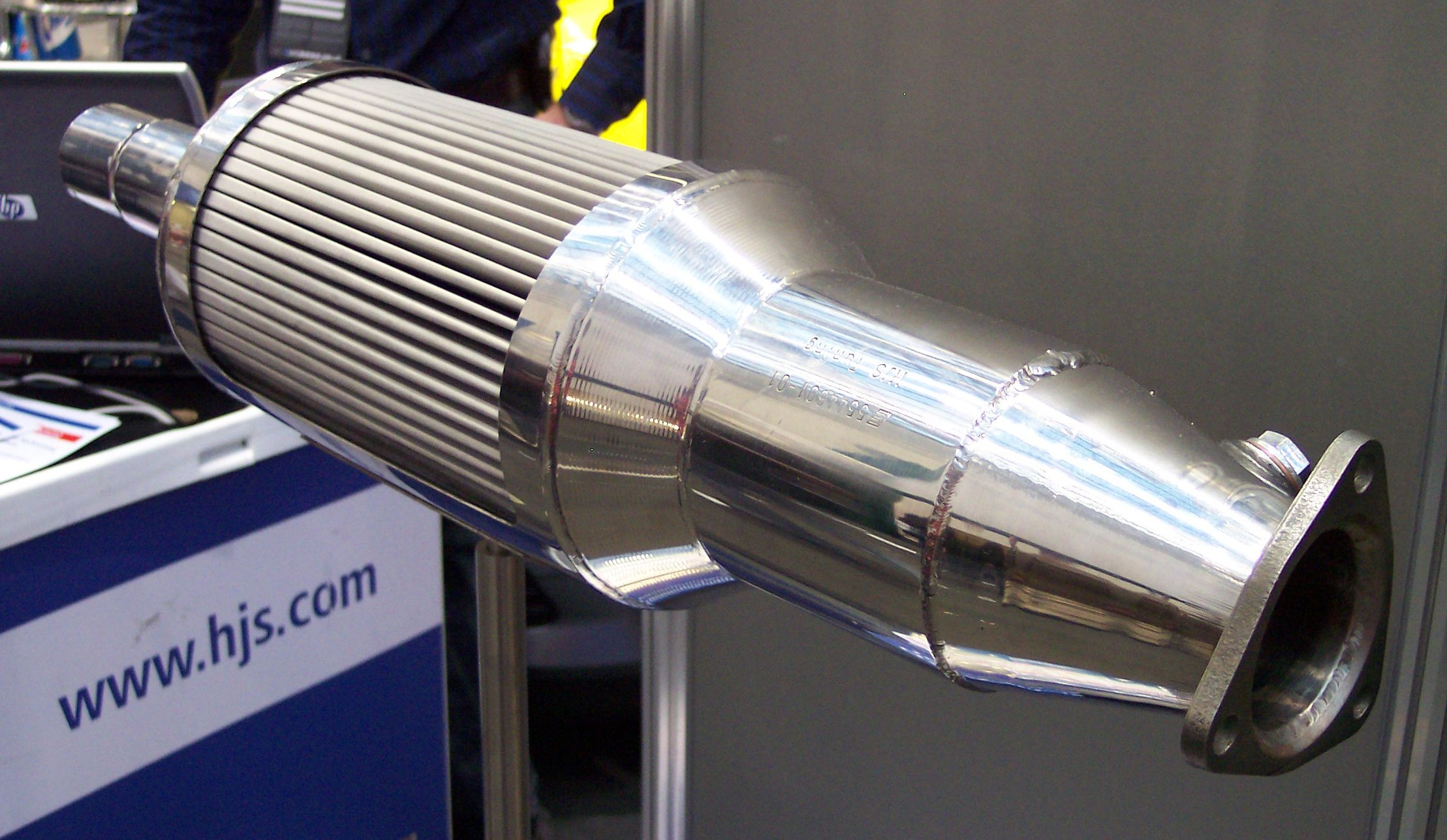
Partikelfilter zum Nachrüsten

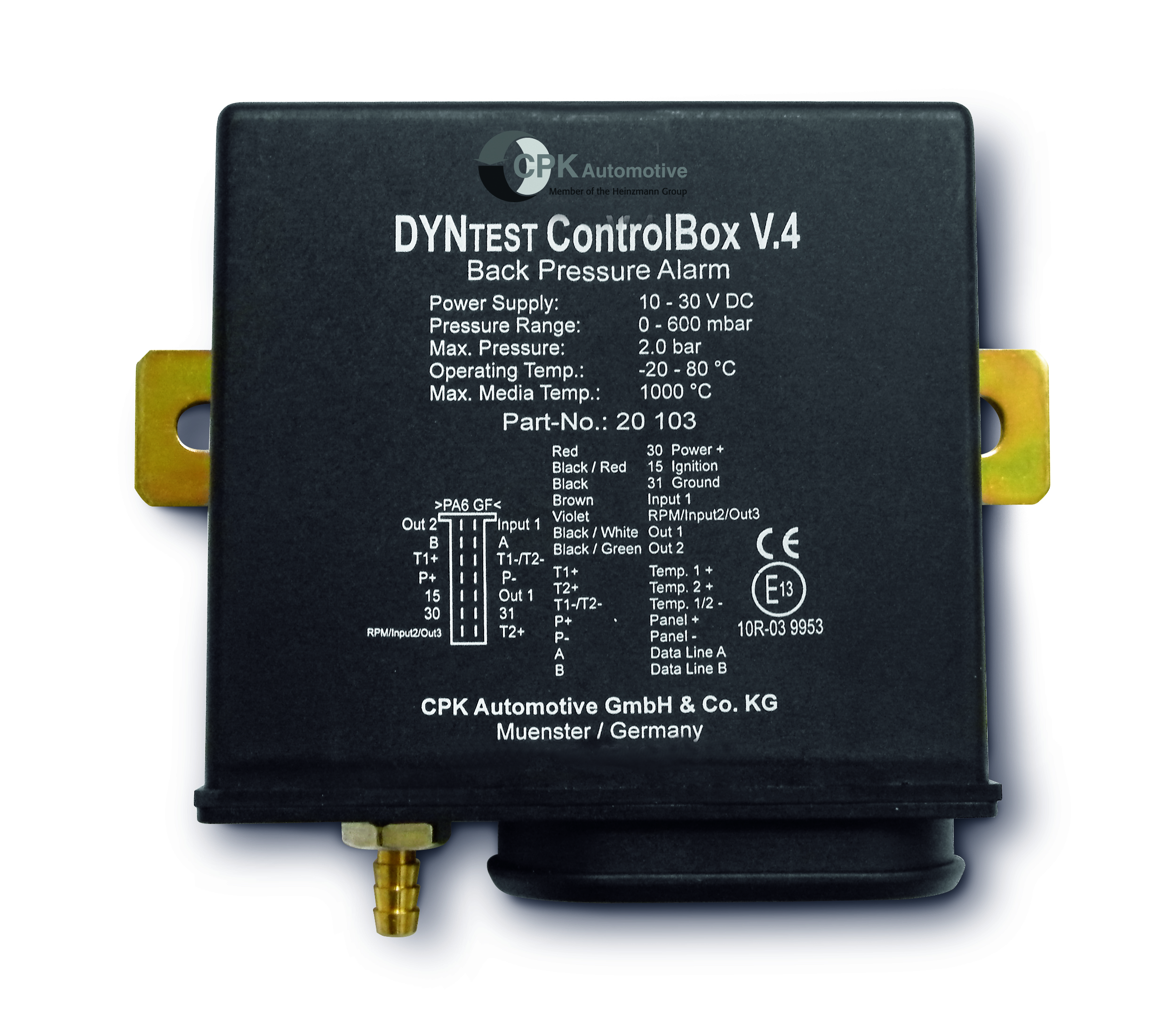
Daten-Protokollierer/Datenlogger zur Überwachung von Dieselrußpartikelfiltern

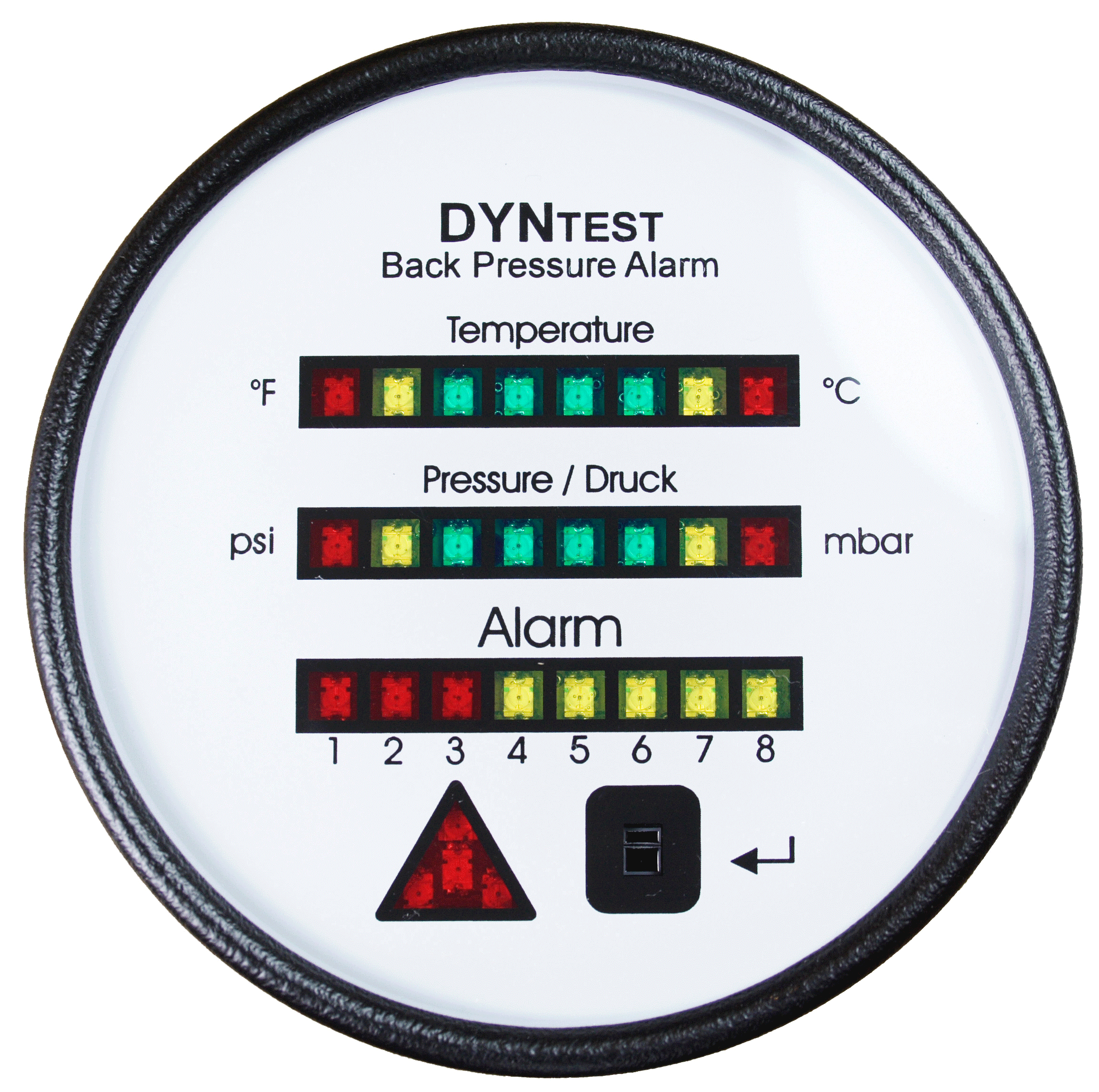
Kontrollanzeige des Herstellers CPK Automotive

Prinzipiell kann jeder Dieselmotor mit einem Filter nachgerüstet werden. Entscheidend sind allerdings die Rohemissionen des Motors, die zu erreichenden Abgaswerte sowie die Kosten des Abgasreinigungssystems. In der Schweiz sowie in Schweden gibt es für mobile „Off-Highway“-Dieselfahrzeuge, wie zum Beispiel für Baumaschinen, schon seit Jahren eine Filterpflicht, die allerdings umstritten ist. In Europa müssen Hersteller solcher Fahrzeuge mit Verbrennungsmotor die Abgasvorschriften gemäß Richtlinie 97/68/EG einhalten. Betreiber von Off-Highway-Fahrzeugen mit Verbrennungsmotor müssen die UVV VBG 36 Flurförderzeuge §21 Abgase, die TRGS 900 (MAK-/TRK-Werte), die TRGS 554 DME, die UVV VBG 21 Verwendung von Flüssiggas §29 und §37 Fahrzeuge mit Verbrennungsmotor berücksichtigen. Diese schreiben unter anderem den Einsatz solcher Fahrzeuge in offenen und geschlossenen Hallen vor. Für den Einsatz von Diesel- und Treibgasstaplern in ganz oder teilweise geschlossenen Räumen gelten in Deutschland die Luftgrenzwerte gemäß TRGS 900. Diese setzen sich aus den MAK-Werten (Maximale Arbeitsplatz-Konzentrationen) sowie den TRK-Werten (Technische Richt-Konzentrationen) zusammen. Für die gasförmigen Schadstoffe wie COx, NOx und HC gelten MAK-Werte für die Dieselmotoremissionen (DME) gelten TRK-Werte von max. 0,1 mg/m³.

### Nachrüstung Pkw und Lkw
Nebenstrom-Tiefbettfilter sowie „offene“ Wandstromfilter nach CRT-Prinzip benötigen zur Regeneration keine Sensoren und keine Änderungen an dem Motorsteuergerät der Fahrzeuge. Aus diesem Grunde sind sie zur Nachrüstung prädestiniert. Herkömmliche Dieselrußpartikelfilter nach dem Wanddurchstromprinzip, wie sie in der Erstausrüstung üblich sind, lassen sich zur Nachrüstung theoretisch auch einsetzen, allerdings nur unter erheblichem Aufwand und Kosten. In der Nachrüstpraxis kommen sie nicht vor.
Zahlreiche Hersteller bieten Nachrüstfilter für Pkw und Lkw an. In Deutschland gibt es mehrere Hersteller von Nachrüstsystemen. Diese Firmen bieten unterschiedliche Konzepte zur Minderung der Rußimmissionen an. Vom Sintermetallfilter (HJS, Mann+Hummel) über Keramik- bzw. Metallschwämme (GAT) bis hin zum Metallfolie/Metallvlies-PM-Kat (Twintec) und Kombifilter – Katalysator und Filter in einem Bauteil – sind eine Vielzahl an Konzepten realisiert worden.
Der GAT Katalysatoren GmbH wurde die Allgemeine Betriebserlaubnis (ABE) des Kraftfahrtbundesamtes für ihre Metallschwammfilter wieder entzogen, nachdem nachgewiesen wurde, dass diese den zur Nachrüstung erforderlichen Wirkungs- bzw. Abscheidegrad nicht erreichten. Tatbestand war die gefälschte Prüfbescheinigung zur Erteilung der Betriebserlaubnis.
Vor allem die Firmen Baumot, HUSS, HJS, PURItech, Tehag sowie Twintec verfügen über ein umfangreiches Produktprogramm zur Umrüstung von Nutzfahrzeugen, speziell für Lkw. Die Baumot Deutschland GmbH in Recklinghausen, die Tehag Deutschland GmbH in Moers, die HUSS Umwelttechnik GmbH in Nürnberg bieten zusätzlich für Off-Road- und Heavy-Duty-Fahrzeuge eine Vielzahl unterschiedlichster Dieselrußpartikelfiltersysteme an. Die Palette reicht von kontinuierlich im Betrieb regenerierenden Systemen bis hin zu Partikelfiltern, die während des Motorstillstands arbeiten. Der Gesetzgeber schreibt eine elektronische Überwachung der eingebauten Partikelfilter vor. Hierdurch soll gewährleistet werden, dass die vorgegebenen Schadstoffwerte eingehalten werden und die Systeme richtig funktionieren. CPK Automotive oder DEC sind zum Beispiel Hersteller solcher elektronischen Steuerungen. Mit deren Hilfe werden Dieselrußpartikelfilter überwacht und der Fahrzeugführer bei Fehlermeldungen informiert. Alle aufgezeichneten Daten werden geloggt und stehen zur Auswertung am PC zur Verfügung. Diese Überwachungssysteme sind in der Regel unabhängig vom Motorenhersteller und -typ, Abgassystem und Additiv einsetzbar.
Der Haushaltsausschuss des Bundestages hat für das Haushaltsjahr 2012 30 Millionen Euro zur Förderung der Nachrüstung mit Partikelfiltern zur Verfügung gestellt. Damit können rund 90.000 Nachrüstungen gefördert werden.
Für das Jahr 2015 stellt der Bund 30 Millionen Euro zur Verfügung, um die Partikelfilter-Nachrüstung zu fördern. Förderwürdig sind Diesel-Pkw mit Erstzulassung bis 12/2006 sowie Wohnmobile und leichte Nutzfahrzeuge bis jeweils 3,5 t und Erstzulassung bis 16. Dezember 2009.

## Auswirkungen auf die Besteuerung

### Deutschland
In Deutschland wird die Nachrüstung von dieselbetriebenen Pkw mit Partikelfiltern steuerlich gefördert. Das vierte Gesetz zur Änderung des Kraftfahrzeugsteuergesetzes (BT-Drs. 16/4010) trat zum 1. April 2007 in Kraft. Nachträglich eingebaute Dieselrußpartikelfilter wurden rückwirkend bis zum 1. Januar 2006 gefördert. Für Diesel-Pkw, die bis Ende 2006 erstmals zugelassen worden sind und nach Einbau eines Filters nachweislich bestimmte Grenzwerte der Feinstaubemissionen einhalten, wurde bis Ende 2010 ein Kraftfahrzeug-Steuernachlass von bis zu 330 Euro gewährt.
Ab dem 1. April 2007 erhöhte sich für nicht umgerüstete Diesel-Pkw mit Erstzulassung bis 31. Dezember 2006 die Kfz-Steuer um 1,20 Euro je angefangene 100 cm³ Hubraum. Für den Halter eines Diesel-Pkw mit 2000 cm³ Hubraum ist das eine jährliche Mehrbelastung von 24 Euro. Der Steueraufschlag war zunächst bis zum 31. März 2011 begrenzt.
Diesel-Neuwagen ohne Partikelfilter mit Zulassungsdatum 1. Januar 2007 oder später wurden ebenfalls mit dem Steueraufschlag belegt, es sei denn, sie halten den zukünftigen Euro-5-Grenzwert für die Partikelmasse von 0,005 g/km ein.
Nur der nachträgliche Einbau eines Rußpartikelfilters wurde steuerlich gefördert. Fahrzeuge, die bereits ab Werk mit einem entsprechenden Filter ausgerüstet waren, fielen nicht unter das Gesetz und wurden somit auch nicht steuerlich gefördert.
Dieselfahrzeuge ohne Filter erlitten durch Steuernachteile und mögliche Fahrbeschränkungen einen geringeren Verkaufserlös.

### Österreich
In Österreich gibt es seit dem 1. Juli 2005 eine staatliche Förderung von Fahrzeugen mit Filter. So reduziert sich die Normverbrauchsabgabe (NoVA) um 300 Euro für alle Diesel-Fahrzeuge mit Filter, welche bis zum 30. Juni 2007 zugelassen werden. Diese letztgenannte Reduktion wurde um ein Jahr verlängert (somit noch gültig für alle Zulassungen bis 30. Juni 2008). Für Diesel-Autos ohne Filter erhöhte sich die NoVA um 0,75 % (jedoch höchstens 150 Euro). Am 1. Juli 2006 wurde dieser Malus verdoppelt und beträgt nun 1,5 % (jedoch höchstens 300 Euro). Der Bonus wird nur bei Einhaltung bestimmter Grenzwerte gewährt, welche bei Nachrüstung in der Regel nicht eingehalten werden können. Jedoch fördern dies teilweise Länder und Gemeinden.

## Partikelminderungsstufen
Durch die Einführung der sogenannten Feinstaubverordnung wird die Kennzeichnung von Kraftfahrzeugen nach der Höhe ihrer Partikelemission bundesweit einheitlich geregelt. Hiernach können Diesel-Pkw durch Nachrüstung mit Partikelfiltern bestimmte Grenzwerte erreichen, die zu einer Einstufung in eine Partikelminderungsstufe führen und als Kriterium für Plakettenvergabe (grün, gelb oder rot) in Deutschland gelten. Die Grenzwerte PM1 bis PM3 werden durch die sogenannten „offenen“ Partikelfiltersysteme erreicht, die den Partikelmassenausstoß bei Weitem nicht bis auf das Niveau von 0,001 g/km wie bei geschlossenen Partikelfiltersystemen senken.
- PM1: Euro-1- und Euro-2-Diesel-Pkw können dadurch die Grenzwerte für Euro 3 erreichen, nämlich einen Partikelmassenausstoß von weniger als 0,05 g/km.
- PM2: Euro-3-Diesel-Pkw können die Grenzwerte für Euro 4 erreichen, nämlich einen Partikelmassenausstoß von weniger als 0,025 g/km.
- PM3: Euro-4-Diesel-Pkw, die bisher einen Grenzwert von 0,025 g/km einhalten, erreichen dadurch den halbierten Euro-4-Grenzwert von 0,0125 g/km.
- PM4: Diese Stufe erhalten nachgerüstete Euro-4-Diesel-Pkw, die ab Werk entsprechend vorgerüstet waren, aber wegen fehlender Produktionskapazitäten nicht mit den „geregelten Partikelfiltern“ ausgerüstet werden konnten, die eine Minderungsrate von mehr als 90 % erreichen. PM4-Fahrzeuge halten mit einem Partikelmassenausstoß von weniger als 0,005 g/km die Grenzwerte für Euro 5 ein.
- PM5: Erhalten nur Neufahrzeuge der Schadstoffklassen Euro 3 und Euro 4, die ab dem Tag der Erstzulassung anstelle eines PM-Grenzwertes von 0,050 g/km nach Euro 3 bzw. 0,025 g/km nach Euro 4 bereits den für Euro 5 vorgeschriebenen Grenzwert von 0,005 g/km einhalten.

## Aktuelle Diskussion über Feinstaub
Der Filter gilt oft als die beste Lösung, um die krebserregenden Partikel in den Emissionen von Dieselmotoren massiv zu reduzieren. Dennoch sollte das Verbesserungspotential bei der Feinstaubbelastung durch den Filter nicht überschätzt werden, da der Anteil des Straßenverkehrs (Pkw und Nutzfahrzeuge) an der Feinstaubbelastung für Partikel < 10 µm lediglich 17 % im Bundesdurchschnitt beträgt.
Gemäß den Erkenntnissen des Bundeslandes Mecklenburg-Vorpommern, welche im Dokument „Feinstaubimmissionen in Mecklenburg-Vorpommern“ aus dem Jahre 2004 veröffentlicht wurden, beträgt der Feinstaubanteil aller Kraftfahrzeuge (Straße, also Pkw und Lkw, sowie sonstige: Baumaschinen, Flurförderzeuge wie Gabelstapler oder Forst- und Landmaschinen sowie Lokomotiven und Schiffe) gerade einmal 0,1 %. Aus diesem Grunde unterscheiden Wissenschaftler wie der Epidemiologe H.-Erich Wichmann zwischen allgemeinem Feinstaub und Feinstaub auf Kohlenstoffbasis. Letzteres ist nach Aussagen von H.-Erich Wichmann der gesundheitskritische Feinstaub.
Ein Fahrzeug mit Dieselrußpartikelfilter lässt sich mit reinem Biodiesel (RME) nicht bzw. nur eingeschränkt betreiben. Eine CO2-Reduzierung kann dann nur durch Beimischung von RME oder BTL zum mineralischen Diesel realisiert werden, die nach entsprechender EU-Richtlinie bereits in der Raffinerie mit bis zu 7 % durchgeführt wird.

### Grenzwertüberschreitungen in den Städten
Die Überschreitungen der von der Europäischen Union vorgegebenen Grenzwerte haben vielfältige Ursachen. Beim Feinstaub (PM) sind (ohne Berücksichtigung natürlicher Feinstäube) Brems- und Reifenabrieb und vor allem die Aufwirbelung des bereits am Boden liegenden Staubs (Suspension) die Hauptursachen. Der Anteil vom Dieselruß (Pkw und Lkw) macht dabei rund ein Drittel des anthropogenen Feinstaubanteils aus. Neben dem Verkehr gibt es schließlich noch den Hausbrand (vor allem Kaminöfen), Kraftwerke, Rohstoff-Güterumschlag (Sand, Kies, Kohle etc.) und sonstige Industrie-Feinstaubemissionen sowie sonstige Verbrennungen (bspw. Osterfeuer in Norddeutschland).
Laut Umweltbundesamt trägt dies (Lkw und Pkw zusammen) im Gesamten in Berlin zu über 58 % zur PM10-Belastung bei. Gemessen werden bisher allerdings meist nur die PM10-Werte und nicht die noch feineren kanzerogenen und abgastypischen Partikel. In einigen Städten, bspw. in Wien, werden an manchen Messpunkten auch die kleineren Partikel mit 2,5 µm gemessen.
Bei den Stickoxidwerten ist dagegen tatsächlich der Kraftfahrzeugverkehr (auch der von Nicht-Straßenfahrzeugen wie Baumaschinen, Gabelstapler, Traktoren etc.; aber auch von Rasenmähern, Motor-Kettensägen, Staub-/Blattbläsern etc.) der Hauptverursacher. Der Stickoxidausstoß all dieser Verbrennungsmotoren beträgt weit über 50 % der gesamten Stickoxidemissionen.

### Maßnahmen
Es kommen kommunal sehr viele Möglichkeiten in Betracht, die lokale Feinstaubbelastung zu entschärfen, wie beispielsweise Fahrverbote. In Griechenland oder Italien zum Beispiel sind in den Großstädten zeitliche Fahrverbote über alle Fahrzeugklassen hinweg in Anwendung. Athen etwa lässt in die Innenstadt tageweise wechselnd nur Fahrzeuge mit geraden beziehungsweise ungeraden Nummernschildzahlen einfahren. Bei den in Europa bis jetzt eingerichteten Citymautsystemen (zum Beispiel London) wird unter anderem nach Emissionsklassen unterschieden.
In Deutschland gilt z. B. für München: Seit 1. Oktober 2010 dürfen Pkw nur noch mit gelber oder grüner Plakette innerhalb des mittleren Ringes fahren, seit 1. Oktober 2012 sind nur noch Pkw mit grüner Plakette erlaubt.
Der Berliner Innenstadtring darf seit dem 1. Januar 2010 nur noch mit grüner Plakette befahren werden. Ausnahmen werden nur in sehr geringem Maße erlaubt und müssen genehmigt werden.
Durch die Abwrackprämie hat sich das Feinstaubproblem seitens der Pkw-Dieselmotoren zwar drastisch reduziert, die gesamten Feinstaubemissionen wurden allerdings nur gering gesenkt. Hintergrund ist, dass eben die Dieselverbrennungsmotoren der Pkw nur wenig zur Feinstaubemission – siehe weiter oben: „Grenzwertüberschreitungen in den Städten“ – beitragen. Niedrigere Mautzahlungen für emissionsarme Lkw sowie De-minimis-Fördermaßnahmen für Speditionen haben das Feinstaubproblem seitens der Lkw-Dieselmotoren drastisch gesenkt; aber auch hierdurch lässt sich das Feinstaubproblem generell nicht lösen. Solange nicht die Hauptursachen angegangen werden, ist keine Besserung in Sicht.
Natürliche Feinstaubquellen lassen sich gar nicht beeinflussen, sei es beispielsweise Pollen oder Vulkanasche. Der emittierte Feinstaub von Vulkanen verteilt sich weltweit über die Stratosphäre und kann als Feinstaub festgestellt werden.
Für Maßnahmen siehe auch Feinstaub-Reduktion.

### Umweltaspekte der Filter
- Filter (Wandstromfilter; häufig, fälschlicherweise auch Geschlossene Systeme genannt) reduzieren die Partikelmasse weit über 90 %, allerdings werden die lungengängigen Feinpartikel nicht vollständig reduziert (teilweise nur um 50 %).
- Wandstromfilter erzeugen erheblich gesundheitsschädliche Schadstoffe, vor allem sogenannte polyzyklische aromatische Kohlenwasserstoffe (PAK) wie unter anderem Benzo[a]pyren – gemäß VDI-Bericht 714, 1988, um über das 300-fache wie ein Fahrzeug ohne Filter (bei der Regeneration).
- Wie für jedes Bauteil werden für die Herstellung und Entsorgung Ressourcen benötigt und damit die Umwelt belastet.
- Filter erhöhen den Kraftstoffverbrauch um bis zu 9 %, insbesondere bei der Regeneration, da das Kraftstoffgemisch zur Verbrennung der Rußpartikel „angefettet“ wird.
- Im Stadtverkehr werden bei den niedrigen Motordrehzahlen die für die Regeneration nötigen Abgastemperaturen nicht erreicht, so dass sich die Filter überdurchschnittlich schnell zusetzen. Dies bedingt in regelmäßigen Abständen unnötige Fahrten bei hoher Motordrehzahl, um den Filter zu reinigen.

### Anwendung von Biodiesel
Die Partikelfilterhersteller HJS, Eberspächer und Twintec (Freie Werkstätten) haben ihre Nachrüstpartikelfilter für den Betrieb mit Biodiesel freigegeben. Für den Betrieb mit Biodiesel ist daher entscheidend, ob das Fahrzeug für diesen Kraftstoff freigegeben ist – dies ist bei vielen VW-, Škoda- und Seat-Fahrzeugen laut Betriebsanleitung der Fall. Einer Nachrüstung und damit dem Weiterbetrieb mit Biodiesel steht damit nichts im Wege.

## Europäische Abgasnormen
Zur Reduzierung der Rußpartikel aus Dieselmotoren aus Personenkraftwagen verschärft die Europäische Union (EU) seit 1993 die Abgasnormen für Partikel im Prüfzyklus NEDC folgendermaßen:
- Euro 1 (1993): 140 mg Partikel/km
- Euro 2 (1997): 80/100 mg Partikel/km (Dieselmotoren mit Direkteinspritzung 100 mg/km, bei indirekter Einspritzung 80 mg/km)
- Euro 3 (2001): 50 mg Partikel/km
- Euro 4 (2005): 25 mg Partikel/km
- Euro 5 (2009): 5 mg Partikel/km
- Euro 6 (2014): 4,5 mg Partikel/km

Das Europäische Parlament billigte am 13. Dezember 2006 in Straßburg die Euro-5- und Euro-6-Abgasnormen.
Der Partikelgrenzwert von 5 mg/km soll ab Euro 5 auch für mager betriebene und direkt einspritzende Ottomotoren gültig sein. Mager bedeutet hier, dass bei der Verbrennung (wie beim Dieselmotor) mehr Luft im Brennraum zur Verfügung steht, als dies für eine vollständige Verbrennung notwendig ist (Lambda >1). Konventionelle Ottomotoren hingegen werden meist mit einem konstanten Lambda von 1 betrieben. Dieser Partikelgrenzwert für Ottomotoren könnte dazu führen, dass solche Fahrzeuge zur Zertifizierung nach Euro 5 ebenso mit einem Filter ausgestattet werden müssten.

## Kraftfahrzeuge mit Filter ab Werk
Größere Dieselmotoren werden schon seit längerem grundsätzlich mit Filter angeboten, obwohl die Abgasgrenzwerte gemäß Euro 4 und teilweise auch Euro 5 ohne Dieselrußpartikelfilter sicher einhaltbar gewesen wären. Allein aus politischen Gründen hat sich der Dieselrußpartikelfilter jedoch weitgehend durchgesetzt. Nur bei Kleinwagen verzichteten einige Automobilhersteller aus Kostengründen auf den Einsatz eines Dieselrußpartikelfilters. Die Grenzwerte der Euro-Stufe 6 sind aber vermutlich nicht ohne Dieselrußpartikelfilter einhaltbar. Das gilt dann allerdings nicht nur für Dieselmotoren, sondern auch für Ottomotoren, vor allem für die Benzin-Direkteinspritzer, die ebenfalls ein Rußproblem haben.
Der angestrebte strenge Partikelanzahl-Grenzwert von 6 × 1011 Partikeln je Kilometer bei Euro 6 wurde 2011 von Herstellern der Wandstromfilter als nicht einhaltbar abgelehnt.

## Kritik

### Zweifel an der Wirksamkeit für die Umwelt
Dieselrußpartikelfilter sind um einiges komplexer als Katalysatoren. Der Grund liegt darin, dass die hocheffizienten wanddurchströmten Partikelfilter den gesammelten Ruß regelmäßig wieder abbrennen müssen (Regeneration). Hierzu ist eine aufwendige Regeltechnik und der Einsatz temperaturreduzierender Verfahren notwendig. Darüber hinaus entstehen durch den Rußabbrand auch Sekundäremissionen. Entwicklungsingenieure von Opel haben nachgewiesen, dass Dieselrußpartikelfilter polycyclische aromatische Kohlenwasserstoffe (PAK, insbesondere Benzo[a]pyren) in stark erhöhter Konzentration erzeugen und diese während der Regeneration freigeben. Diese müssten nach dem DPF eigentlich mit einem zusätzlichen Katalysator entfernt werden. Beim Verbrennen von PAK bei niedriger Temperatur, wie es bei der Regenerationstemperatur von etwa 250 bis 500 °C der Fall ist, können unter Umständen sogar Dioxine und Furane entstehen. Dies wurde von mehreren Forschungseinrichtungen nachgewiesen: Schweizer Bundesamt für Umwelt (BAFU); Eidg. Materialprüfungs- und Forschungsanstalt (EMPA, Abteilung Analytische Chemie), dem engl. Institut Ricardo im Auftrag der EU zum Thema: Particle Measurement Programme (PMP).
Andere Experten und selbst Hersteller zweifelten an der versprochenen Wirkung der Dieselrußpartikelfilter. Im Buch „Minimierung der Partikelemissionen von Verbrennungsmotoren“ zeigen Messungen von Heinz Burtscher von der Fachhochschule Aargau/Windisch in der Schweiz, dass wanddurchströmte Partikelfilter speziell im Bereich 10 bis 500 Nanometer nicht den gewünschten und geforderten hohen Abscheide-Wirkungsgrad von 99 % aufweisen. Im Gegenteil: Diese Feinstpartikelzahlen steigen sogar noch an. Hierbei handelt es sich um Aerosole, die durch den Filter quasi zerlegt werden. Das amerikanische Unternehmen Corning wiederum, selbst ein großer Hersteller von wanddurchströmten Partikelfiltern, zeigte auf einer SAE-Tagung in Chicago, dass diese Filter je nach Porosität und Porengröße auch mitunter einen Abscheide-Wirkungsgrad von nur 43 % haben können. Nach der Regeneration, die bekanntlich alle 500 bis 1000 km stattfindet, beträgt der Abscheide-Wirkungsgrad auch nur weniger als 60 %.
Deutsche Automobilhersteller setzen ausschließlich beschichtete Dieselrußpartikelfilter ein. Aus Kostengründen verzichteten einige Hersteller auf einen vorgeschalteten Oxidationskatalysator, der das Abbrennen der Rußpartikel unterstützt. Die Folge: Bei häufigem niedertourigen Fahren, wie zum Beispiel ständigen Stadtfahrten oder Fahrten auf sehr kurvenreichen Strecken, kann der Partikelfilter den gesammelten Ruß nicht mehr abbrennen und vor allem der vordere Teil des Filters verstopft schnell. Eine Kontrollleuchte am Armaturenbrett mit der Aufschrift „Dieselpartikelfilter“ fordert dann den Fahrer zu einer besonderen „Regenerationsfahrt“ auf. Selbst wer mitten in einer Großstadt wohnt, muss dann mehr als 15 Minuten lang mit mindestens 60 km/h fahren. Wer die Kontrollleuchte ignoriert und den Wagen noch fünfmal startet, kann dann nur noch mit begrenzter Drehzahl bis zur Werkstatt fahren, wo der Filter manuell gereinigt bzw. der Ruß abgebrannt werden muss.
Kritiken an Nebenstrom-Tiefbettfiltern sowie an „offenen“ Wandstromfiltern nach dem CRT-Prinzip gibt es auch. Vor allem der geringe Abscheide-Wirkungsgrad von 30 bis 40 % wird hervorgehoben. Allerdings handelt es sich hierbei um die Partikelgesamtmasse. Der Abscheide-Wirkungsgrad in Bezug auf die Partikelanzahl ist mit 80 % recht hoch. Techniker der Eidgenössischen Materialprüfungs- und Forschungsanstalt (EMPA) in Dübendorf (Schweiz) prüften einen VW Touran 1.9 TDI vor und nach Ausstattung mit einem sogenannten „offenen“ Filtersystem. Wie Spiegel Online am 29. Januar 2007 berichtete, verringerte sich die Rußbelastung der Abgase durch den Filtereinbau um knapp 40 Prozent – dies entspricht jedoch den Spezifikationen, da es sich um einen Nachrüstfilter handelt (siehe unter „Vergleich zum Wandstromfilter“).

#### Stickstoffdioxid
CRT-Dieselrußpartikelfilter können den Anteil von Stickstoffdioxid (NO2) an den gesamten Stickoxidemissionen (NOx) erhöhen. So berichtet das UBA, dass durch den Einsatz von CRT-Partikelfiltern die NO2-Emission von 5 % auf bis 60 % ansteigt. Dies wiederum führt in engen Häuserschluchten zu erhöhten, innerstädtischen NO2-Immissionen. Dieser Effekt fällt vor allem bei der Einführung von CRT-Partikelfiltern in EuroIV-Fahrzeugen und bei Nachrüstung von alten Fahrzeugen (vor EuroV) mit hohen NOx-Emissionen ins Gewicht, da dadurch die absoluten NO2-Emissionen deutlich ansteigen. Der Effekt ist in den Immissionsmessungen nachweisbar, die um das Jahr 2003, der Einführung der CRT-Filter, deutlich ansteigen. Aktuell werden die Filter hingegen meist mit SCR-Systemen (selektiven katalytischen Reduktion) kombiniert, um die NOx-Gesamtemissionen zu senken, wodurch auch die Absolut-Stickstoffdioxidemissionen absinken.

### Erhöhung des Kraftstoffverbrauchs
Langzeittests haben ergeben, dass der Partikelfilter zu einem Mehrverbrauch von 3 bis 8 Prozent führen kann. Škoda gibt zum Beispiel auf seiner Website einen Mehrverbrauch von etwa 0,2 l/100 km bei Modellen mit Partikelfilter an. Der Mehrverbrauch resultiert unter anderem in der notwendigen Regeneration der Dieselrußpartikelfilter, die zusätzlichen Treibstoff benötigt. Die Verbrennung liefert die nötige Anhebung und Haltung der Abgastemperatur, die für die Zündung des angesammelten Rußes bis zur vollständigen Regeneration erforderlich ist.

### Kürzere Wartungsintervalle
Je nach Hersteller können Pkw-Modelle mit Partikelfilter zum Teil kürzere Wartungsintervalle erfordern; bei Modellen der Mercedes-Benz A-Klasse mit Partikelfilter liegt dieses bei etwa nur 15.000 km, da in Zusammenhang mit dem Partikelfilter nur bestimmte Motoröle verwendet werden dürfen, die im Betriebsstoff-Vorschriftenblatt 229.31 oder 229.51 des Herstellers aufgelistet sind. Werden diese Öle auch in A-Klasse-Modellen ohne Partikelfilter verwendet, verringert sich auch bei diesen das Intervall auf 15.000 km.